# Nina Kronjäger

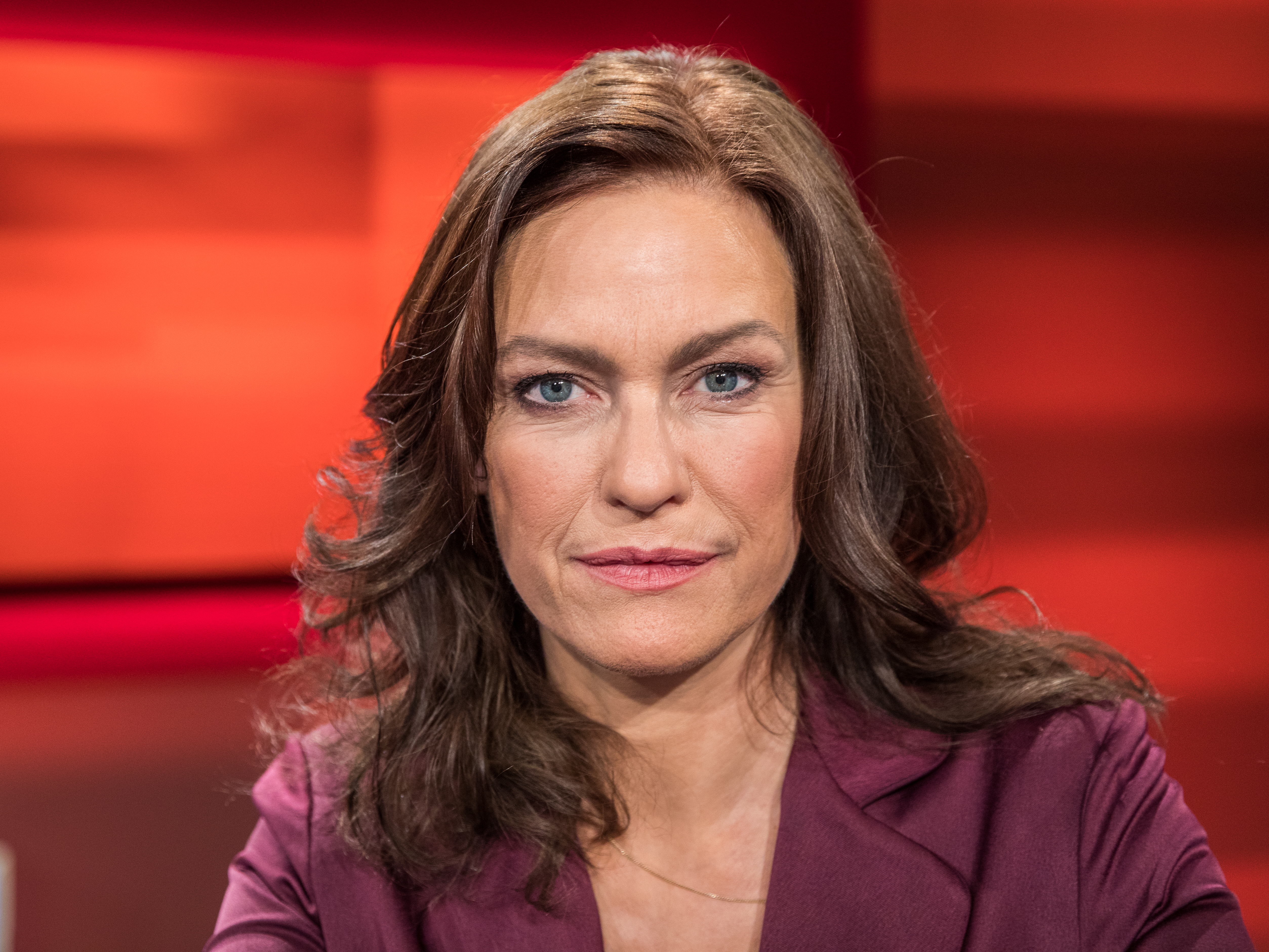
Nina Kronjäger, 2019

Nina Kronjäger (* 26. Februar 1967 in Marburg) ist eine deutsche Schauspielerin. Ihren Durchbruch hatte sie 1993 als Krankenschwester Maischa in Katja von Garniers Abgeschminkt!. Seitdem spielte sie in über 90 Film- und Fernsehproduktionen mit.

## Leben
Kronjäger debütierte 1985 als Martina unter der Regie von Peter Grandl in dem Filmdrama AIDS – Die schleichende Gefahr. Im Anschluss absolvierte sie von 1986 bis 1990 an der Münchener Otto-Falckenberg-Schule ihre Schauspielausbildung. Ihre Theaterkarriere begann sie am Schauspielhaus Kiel, wo sie bis 1992 in zahlreichen Inszenierungen wirkte. Danach spielte sie u. a. am Schauspielhaus Zürich (1992/93) und im Frankfurter Theater am Turm (1993/95).
In Katja von Garniers einstündigem Hochschulfilm Abgeschminkt! (1993) für die HFF München, der es bundesweit in die Kinos schaffte und insgesamt 1,2 Millionen Besucher erreichte, übernahm sie neben Katja Riemann die Hauptrolle der lebensfroh-draufgängerischen Krankenschwester Maischa. Seitdem wirkte Kronjäger in zahlreichen Filmen sowohl im Kino als auch im Fernsehen. 1997 besetzte sie Peter Wekwerth in seinem Alltagsdrama Schlank bis in den Tod an der Seite ihres damaligen Lebensgefährten Thomas Heinze in der Rolle der magersüchtigen Teresa Bille. Im selben Jahr übernahm sie in Susanne Zankes Filmkomödie Ein Schloß für Rita die Titelrolle. In Peter Keglevics Thriller Vickys Alptraum war sie 1998 an der Seite von Katja Flint als deren Filmfreundin Anka zu sehen. Eine feste Serienrolle hatte sie von 1998 bis 2000 in T.E.A.M. Berlin als Sprengstoff-Spezialistin Nathalie Pohl. 2004 übernahm sie – erneut neben Thomas Heinze – in der zwölfteiligen ZDF-Fernsehserie Typisch Mann! die Rolle der Nina Wolf.
Auf der Kinoleinwand war sie zwischen 2013 und 2018 in den „Ostwind“-Filmen Ostwind – Zusammen sind wir frei, Ostwind 2 und Ostwind – Aris Ankunft in der Rolle der Elisabeth Schwarz zu sehen. In der ZDF-Samstagskrimi-Reihe Kommissarin Heller übernahm sie von 2013 bis 2021 an der Seite von Hans-Jochen Wagner eine durchgehende Rolle als Rechtsanwältin Silvie Verhoeven.
Kronjäger engagiert sich für die gemeinnützigen Vereine Plan International (seit 1993) und KARO.
Sie war von 1992 bis 2002 mit ihrem Schauspielkollegen Thomas Heinze liiert und hat mit ihm ein 2003 geborenes Zwillingspaar.

## Filmografie

### Kino
- 1985: AIDS – Die schleichende Gefahr
- 1993: Abgeschminkt!
- 2001: Zsa Zsa
- 2006: Elementarteilchen
- 2007: Die Aufschneider
- 2007: Stellungswechsel
- 2007: Wir sagen Du! Schatz.
- 2012: Das traurige Leben der Gloria S.
- 2013: Ostwind – Zusammen sind wir frei
- 2014: Dina Foxx – Tödlicher Kontakt
- 2015: Ostwind 2
- 2016: Orientierungslosigkeit ist kein Verbrechen
- 2016: Verrückt nach Fixi
- 2019: Ostwind – Aris Ankunft
- 2019: Was gewesen wäre
- 2019: Gate to Heaven

### Fernsehen

#### Fernsehfilme
- 1994: Freundinnen
- 1995: Die einzige Zeugin
- 1997: Schlank bis in den Tod
- 1997: Die Friedensmission – 10 Stunden Angst
- 1997: Ein Schloß für Rita
- 1997: Ich schneide schneller
- 1997: Geisterstunde – Fahrstuhl ins Jenseits
- 1998: Vickys Alptraum
- 2000: Nie mehr zweite Liga
- 2000: Leila – unsterblich verliebt
- 2001: Albtraum einer Ehe
- 2002: Therapie und Praxis
- 2002: Ein ganzer Kerl für Mama
- 2003: Der Fußfesselmörder
- 2005: Schlafsack für zwei
- 2006: Ein Toter führt Regie
- 2006: Helen, Fred und Ted
- 2008: Juli mit Delphin
- 2008: Dicke Liebe
- 2009: 40+ sucht neue Liebe
- 2010: Das zweite Wunder von Loch Ness
- 2010: Eichmanns Ende – Liebe, Verrat, Tod
- 2011: Tod am Engelstein
- 2012: Bissige Hunde
- 2012: Mann kann, Frau erst recht
- 2014: Winnetous Weiber
- 2015: Schwägereltern
- 2016: Liebe bis in den Mord
- 2016: Die letzte Reise
- 2019: Was wir wussten – Risiko Pille
- 2022: Das weiße Schweigen (Fernsehfilm)

#### Fernsehserien und -reihen
- 1987: Die Stadtindianer (Folge Der Tiger ist tot)
- 1998: Polizeiruf 110: Spurlos verschwunden
- 1998–2000: T.E.A.M. Berlin (4 Folgen)
- 2001: Die Kumpel (Folge Wolf im Schafspelz)
- 2003: Körner und Köter (Folge Allein unter Weibchen)
- 2004: Typisch Mann! (12 Folgen)
- 2004: Der Elefant – Mord verjährt nie (Folge Fluch der bösen Tat)
- 2005: Rosa Roth – Im Namen des Vaters
- 2006: Ein starkes Team: Dunkle Schatten
- 2006: Stolberg (Folge Du bist nicht allein)
- 2008: Tatort: Waffenschwestern
- 2008: Ein starkes Team: Freundinnen
- 2008: Löwenzahn (Folge Schafe – Ausreißer im Wollpelz)
- 2009: SOKO Leipzig (Folge Tödlicher Fehler)
- 2010: KDD – Kriminaldauerdienst (4 Folgen)
- 2010: Inspektor Barbarotti – Mensch ohne Hund
- 2011: Marie Brand und die Dame im Spiel
- 2011: Covert Affairs (Folge Uberlin)
- 2012: SOKO Wismar (Folge Das schönste Auto der Welt)
- 2012: Küstenwache (Folge Jenseits von Eden)
- 2012: Die letzte Spur (Folge Verantwortung)
- 2012: Der letzte Bulle (Folge Ich sag's nicht weiter)
- 2013: Tatort: Freunde bis in den Tod
- 2013: Schimanski: Loverboy
- 2013: Die Chefin (Folge Kinder)
- 2013: Der Staatsanwalt (Folge Freund und Feind)
- 2013–2021: Kommissarin Heller (9 Folgen)
  - 2013: Tod am Weiher
  - 2014: Der Beutegänger
  - 2015: Querschläger
  - 2015: Schattenriss
  - 2016: Hitzschlag
  - 2016: Nachtgang
  - 2017: Verdeckte Spuren
  - 2018: Vorsehung
  - 2021: Panik
- 2014: Der Bergdoktor (Folge In der Falle)
- 2015: Notruf Hafenkante (Folge Paulines Fall)
- 2015: Mordkommission Istanbul: Ausgespielt
- 2016: Alarm für Cobra 11 – Die Autobahnpolizei (Folge Phantomcode)
- 2018: Tatverdacht: Team Frankfurt ermittelt (10 Folgen)
- 2019: Friesland: Asche zu Asche
- 2019: Donna Leon – Ewige Jugend
- 2019: Der Alte (Folge Knock-out)
- 2019:  Kroymann (Satiresendung, 1 Folge)
- 2020: Ein Sommer auf Mykonos
- 2020: Letzte Spur Berlin (Fernsehserie, Folge Alibi)
- 2020: Dark (5 Folgen)
- 2021: Wilsberg – Unser tägliches Brot
- 2021: Rosamunde Pilcher: Im siebten Himmel
- 2022: Tatort: Vier Jahre
- 2023: Alarm für Cobra 11 – Die Autobahnpolizei (Folge Unversöhnlich)
- 2023: Blind ermittelt – Tod im Weinberg

### Kurzfilme
- 1987: Blutorange
- 2007: Idas Reise
- 2010: Ich muss mich künstlerisch gesehen regenerieren
- 2010: Go Bash!
- 2012: El viaje de Ida
- 2013: Geier

### Synchronrollen
- 1999–2001: Für Kate Ashfield; Penny Freeman in Unten am Fluss als Primrose
- 2012: Für Patricia Kaas in Der Preis des Todes als Cathy

## Hörspiele
- 2000: René Pollesch: Heidi Hoh (als Heidi Hoh) – Regie: der Autor (DLR Berlin/WDR)
- 2001: René Polelsch: Heidi Hoh arbeitet hier nicht mehr – Regie: der Autor  (DLR Berlin/NDR/WDR)
- 2003: René Polelsch: Heidi Hoh 3 - Die Interessen der Firma können nicht die Interessen sein, die Heidi Hoh hat (als Nina) – Regie: der Autor ). – Regie: der Autor (NDR/DLR Berlin)
- 2010: Tim Staffel: Der Jäger als Beute (zweiteiliges Hörspiel) – Regie: der Autor (WDR)
- 2011:  Dunja Arnaszus: Die letzte Schlacht – Ein präpostkapitalistisches Bekennerschreiben (als Bekennerin) – Regie: die Autorin (NDR)
- 2011: Albrecht Kunze: Die Theoretiker im Exil (SWR/HR)
- 2012: Elisabeth Herrmann: Chicken Highway (als Karin Scholz) – Regie: Sven Stricker (NDR)
- 2013: Dunja Arnaszus: Wir fallen nicht (als Eileen) – Regie: die Autorin (DLF)
- 2013: Sarah Khan: Die Gespenster von Berlin (als Minna Mohn) – Regie: Clemens Schönborn (RBB)
- 2016: Tim Staffel: Sandräuber – Regie: der Autor  (RBB/NDR)
- 2018: Dunja Arnaszus: Efeu (als Kali) – Regie: die Autorin (MDR/HR)
- 2018: Dunja Arnaszus: Menschentiere (als Rednerin) – Regie: die Autorin (RBB/DLF Kultur)
- 2021: Dunja Arnaszus: Tabula Rasa (als Esther) – Regie: die Autorin (RBB)
- 2021: Tim Staffel: Unter Drohnen. Zivile Drohnenpilotinnen in Konfliktsituation (als Romy) – Regie: der Autor (WDR)[5]
- 2023: Simone Buchholz: Geschlossene Gesellschaft – ARD Radiotatort (als Gina Scarafilo) – Regie: Eva Solloch (NDR)
- 2024: Simone Buchholz: Bomber  – ARD Radiotatort (als Gina Scarafilo) – Regie: Eva Solloch (NDR)
- 2024: Simone Buchholz: Das regelt der Markt  – ARD Radiotatort (als Gina Scarafilo) – Regie: Eva Solloch (NDR)